# Sexy Beach 3
Sexy Beach 3 (Sexyビーチ3 in giapponese) è il terzo videogioco della serie Sexy Beach di Illusion Soft, una serie di simulatori di appuntamenti. È uscita un'espansione chiamata Sexy Beach 3 Plus. Durante lo sviluppo, Illusion ha scelto i personaggi tra tutti i loro giochi precedenti al 2006. Hanno anche considerato i suggerimenti dei fan pervenuti al loro sito.
Il gioco inizia su un'isola con un hotel. Fuori ci sono cinque ragazze che potrai frequentare, con l'obiettivo finale di copulare con loro.